# Urbano Feijóo Sotomayor

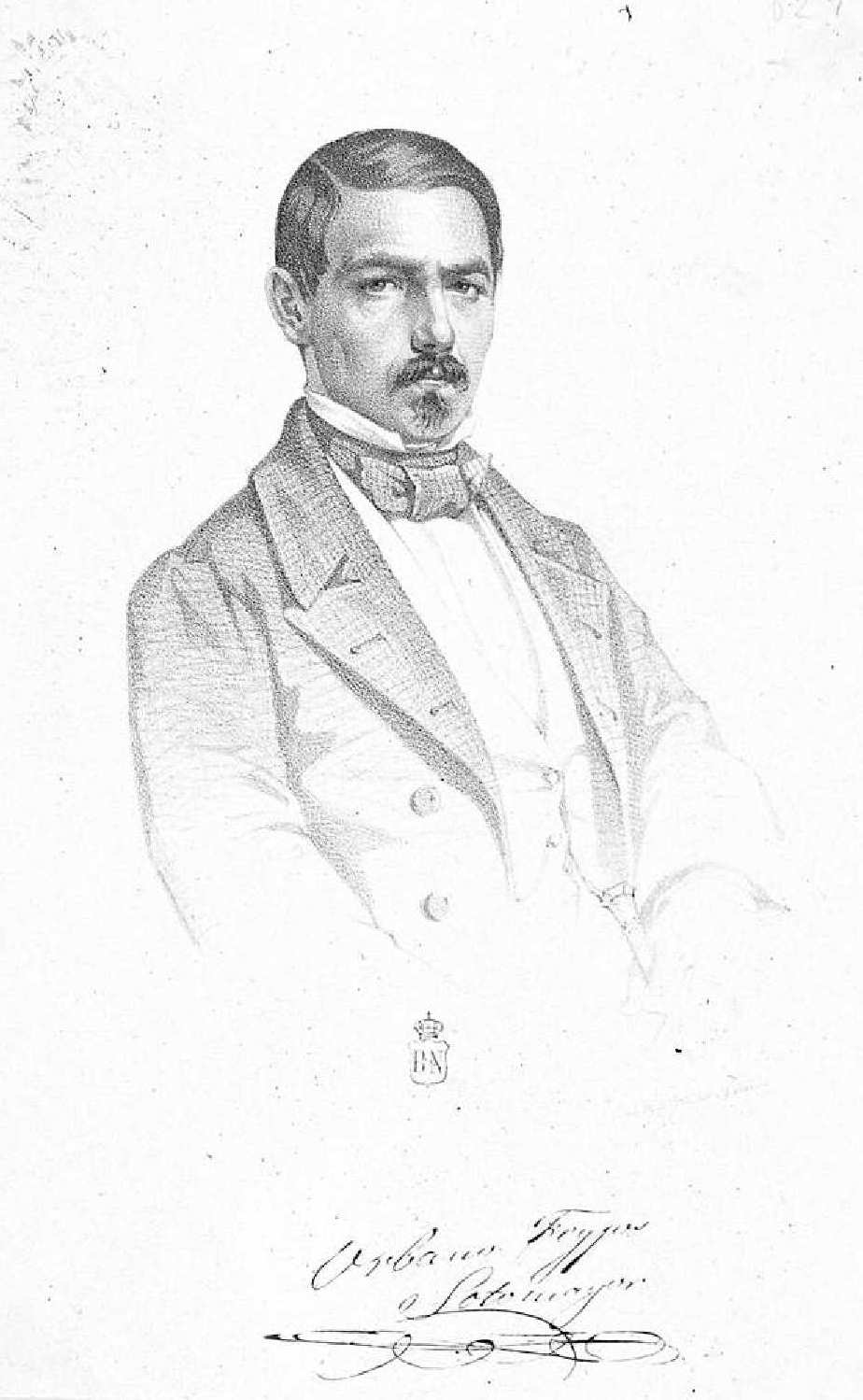
Retrato de Urbano Feijóo Sotomayor. Litografía Santos González, Madrid. Biblioteca Nacional de España.

Urbano Feijóo Sotomayor, fallecido en Viana del Bollo en 1898, fue un empresario y político español, elegido diputado en las elecciones de 1854 por Orense, en mayo de 1872 por el distrito de Verín, dentro también de la circunscripción de Orense (legislatura de poco más de un mes) y en agosto de 1881 por el distrito de Matanzas en Cuba, en representación del Partido Liberal. Enriquecido con el comercio del azúcar, fundó la Compañía Patriótica Mercantil con la que trasladó a Cuba a más de mil setecientos gallegos en condiciones de semiesclavitud con intención de blanquear la población de la isla y sustituir el trabajo esclavo, amenazado por la prohibición de la trata, el auge del abolicionismo y su baja rentabilidad.
Habiendo logrado en condiciones muy ventajosas la explotación de varios ingenios de la familia política de su hermano Camilo, marqués de Santa Ilduara, Feijóo presentó su proyecto al gobierno de la isla en 1853 en nombre de la Comisión central de socorros para Galicia y lo puso por escrito en un folleto que tituló Isla de Cuba: Inmigración de trabajadores españoles. Según su propuesta, que no dudaba en calificar de filantrópica, durante quince años inmigrantes gallegos serían transportados a la isla para trabajar, conforme a su capacidad y condición, en haciendas particulares o directamente para la Junta de Fomento en obras públicas con contratos de cinco años, tras los cuales si el inmigrante deseaba volver a su tierra la empresa se haría cargo de todos los gastos, así como cargaba con los gastos de aclimatación, estimados en tres meses, en los que el trabajador no dejaría de cobrar su sueldo, así como le cubriría los gastos por enfermedad, vestuario y viajes.
El 6 de marzo de 1854 llegó a La Habana la primera expedición, recibida triunfalmente. En los meses siguientes llegaron a la isla otras siete expediciones con inmigrantes gallegos. El contrato firmado en origen entre el trabajador y Feijóo obligaba al primero a trabajar doce horas diarias por cinco pesos fuertes mensuales y, de no hacerlo así, «a sufrir sin queja la corrección que el Reglamento aprobado [por la] autoridad establezca», o ser subcontratado y devuelto a la península, pagando la correspondiente indemnización, en caso de reincidir. En octubre de 1854 habían sido trasladados a Cuba 1744 gallegos de los que 167 habían fallecido, 18 desertado y el resto distribuidos en nuevos destinos. Los destinados a trabajar en el ferrocarril de Casilda se habían insubordinado por el retraso en los sueldos, los malos tratos y el incumplimiento de los acuerdos pactados: los tres meses de aclimatación pagados se habían convertido en realidad en tres meses de trabajo, llevaban dos meses sin cobrar, solo habían recibido una muda y dormían hacinados con una tabla por cama.
Los incidentes se sucedieron en los meses siguientes y se extendieron a todos los destinos, con detenciones y heridos. En mayo de 1855 la empresa decía haber trasladado a 1742 colonos de los que 331 habían muerto y más de 200 estaban o habían estado presos por los incidentes. Sus protestas, las quejas de sus familias informadas por carta de lo que ocurría, pero también las del propio Feijóo, quejoso con lo que consideraba pasividad de las autoridades, obligaron al gobierno a intervenir, rescindiendo los contratos y declarando la entera libertad de los contratados. En julio de 1855 las Cortes, alertadas por otro diputado gallego, Ramón de la Sagra, dictaminaron a favor de los colonos, tratados casi como esclavos, aunque a Feijóo no se le exigieron responsabilidades y la reparación de las deudas se dejó en manos de árbitros. Una vez libres, la mayor parte optó por quedarse en la isla, con salarios que cuadruplicaban el contratado con Feijóo.